# Distretto di Bayat (Afyonkarahisar)
Il distretto di Bayat (in turco Bayat ilçesi) è uno dei distretti della provincia di Afyonkarahisar, in Turchia.